# NGC 4291

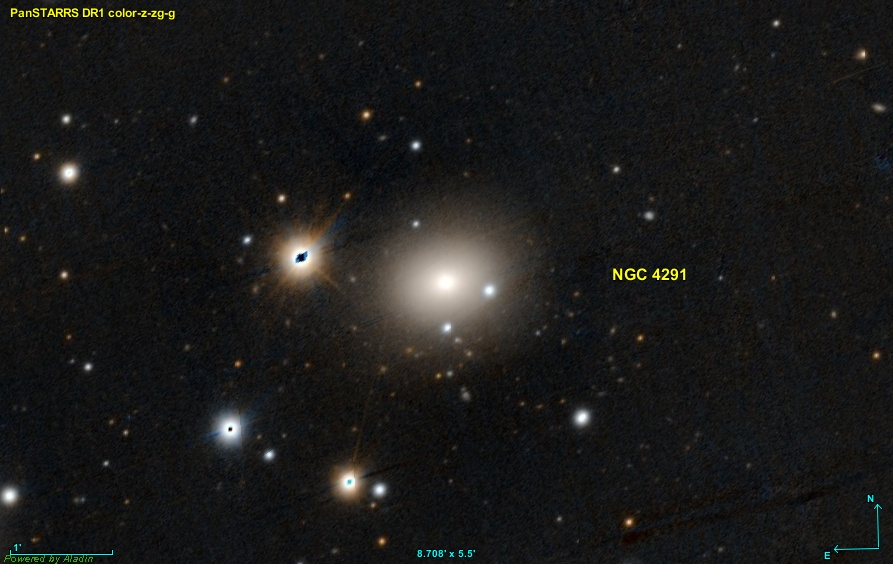
NGC 4291

NGC 4291 (другие обозначения — UGC 7397, MCG 13-9-24, ZWG 352.28, PGC 39791) — эллиптическая галактика (E) в созвездии Дракон.
Этот объект входит в число перечисленных в оригинальной редакции «Нового общего каталога». 
Имеет массивную чёрную дыру, но звёздная масса в галактике низкая. Находится в ореоле тёмной материи.